# Liste des planètes mineures (591001-592000)
Voici la liste des planètes mineures numérotées de 591001 à 592000. Les planètes mineures sont numérotées lorsque leur orbite est confirmée, ce qui peut parfois se produire longtemps après leur découverte. Elles sont classées ici par leur numéro.

## Planètes mineures 591001 à 592000
- (591001) 2013 AC190
- (591002) 2013 AD190
- (591003) 2013 AT197
- (591004) 2013 AZ197
- (591005) 2013 AB198
- (591006) 2013 AF199
- (591007) 2013 AT201
- (591008) 2013 AV201
- (591009) 2013 AB204
- (591010) 2013 BE
- (591011) 2013 BM
- (591012) 2013 BP
- (591013) 2013 BN3
- (591014) 2013 BK4
- (591015) 2013 BR7
- (591016) 2013 BH8
- (591017) 2013 BH11
- (591018) 2013 BL12
- (591019) 2013 BH15
- (591020) 2013 BS16
- (591021) 2013 BG19
- (591022) 2013 BC20
- (591023) 2013 BH21
- (591024) 2013 BV26
- (591025) 2013 BT32
- (591026) 2013 BM33
- (591027) 2013 BB34
- (591028) 2013 BG34
- (591029) 2013 BP34
- (591030) 2013 BU36
- (591031) 2013 BP38
- (591032) 2013 BS38
- (591033) 2013 BR42
- (591034) 2013 BT43
- (591035) 2013 BC44
- (591036) 2013 BK44
- (591037) 2013 BO44
- (591038) 2013 BT52
- (591039) 2013 BP56
- (591040) 2013 BN58
- (591041) 2013 BD60
- (591042) 2013 BG63
- (591043) 2013 BM67
- (591044) 2013 BL74
- (591045) 2013 BN74
- (591046) 2013 BB75
- (591047) 2013 BY75
- (591048) 2013 BU82
- (591049) 2013 BU90
- (591050) 2013 BQ91
- (591051) 2013 BS91
- (591052) 2013 BN92
- (591053) 2013 BM93
- (591054) 2013 BM95
- (591055) 2013 BZ95
- (591056) 2013 BM98
- (591057) 2013 CX1
- (591058) 2013 CB2
- (591059) 2013 CC9
- (591060) 2013 CS10
- (591061) 2013 CK12
- (591062) 2013 CX14
- (591063) 2013 CO20
- (591064) 2013 CY23
- (591065) 2013 CH24
- (591066) 2013 CF26
- (591067) 2013 CE28
- (591068) 2013 CR37
- (591069) 2013 CE38
- (591070) 2013 CA39
- (591071) 2013 CP40
- (591072) 2013 CY42
- (591073) 2013 CJ46
- (591074) 2013 CU46
- (591075) 2013 CV48
- (591076) 2013 CW57
- (591077) 2013 CB59
- (591078) 2013 CX64
- (591079) 2013 CC73
- (591080) 2013 CZ76
- (591081) 2013 CX83
- (591082) 2013 CK96
- (591083) 2013 CT98
- (591084) 2013 CA100
- (591085) 2013 CX100
- (591086) 2013 CM104
- (591087) 2013 CH111
- (591088) 2013 CD112
- (591089) 2013 CY113
- (591090) 2013 CG114
- (591091) 2013 CW115
- (591092) 2013 CK116
- (591093) 2013 CC117
- (591094) 2013 CX117
- (591095) 2013 CR123
- (591096) 2013 CF126
- (591097) 2013 CT126
- (591098) 2013 CW126
- (591099) 2013 CV130
- (591100) 2013 CO132
- (591101) 2013 CK135
- (591102) 2013 CL135
- (591103) 2013 CK137
- (591104) 2013 CL138
- (591105) 2013 CG139
- (591106) 2013 CH140
- (591107) 2013 CJ140
- (591108) 2013 CZ143
- (591109) 2013 CT146
- (591110) 2013 CZ146
- (591111) 2013 CJ148
- (591112) 2013 CU148
- (591113) 2013 CR149
- (591114) 2013 CA150
- (591115) 2013 CR154
- (591116) 2013 CN166
- (591117) 2013 CD169
- (591118) 2013 CE170
- (591119) 2013 CB171
- (591120) 2013 CS172
- (591121) 2013 CB173
- (591122) 2013 CW177
- (591123) 2013 CZ177
- (591124) 2013 CA179
- (591125) 2013 CX179
- (591126) 2013 CU181
- (591127) 2013 CY181
- (591128) 2013 CV184
- (591129) 2013 CS186
- (591130) 2013 CL192
- (591131) 2013 CJ194
- (591132) 2013 CY195
- (591133) 2013 CL198
- (591134) 2013 CU198
- (591135) 2013 CG204
- (591136) 2013 CH204
- (591137) 2013 CJ207
- (591138) 2013 CK207
- (591139) 2013 CN208
- (591140) 2013 CW209
- (591141) 2013 CP211
- (591142) 2013 CR212
- (591143) 2013 CO213
- (591144) 2013 CY214
- (591145) 2013 CK215
- (591146) 2013 CK217
- (591147) 2013 CN218
- (591148) 2013 CP220
- (591149) 2013 CH223
- (591150) 2013 CQ223
- (591151) 2013 CR223
- (591152) 2013 CE227
- (591153) 2013 CH229
- (591154) 2013 CO229
- (591155) 2013 CT229
- (591156) 2013 CE230
- (591157) 2013 CV230
- (591158) 2013 CA234
- (591159) 2013 CO234
- (591160) 2013 CX238
- (591161) 2013 CS239
- (591162) 2013 CC240
- (591163) 2013 CS240
- (591164) 2013 CU240
- (591165) 2013 CV240
- (591166) 2013 CA241
- (591167) 2013 CG241
- (591168) 2013 CL242
- (591169) 2013 CY242
- (591170) 2013 DY3
- (591171) 2013 DO4
- (591172) 2013 DY6
- (591173) 2013 DK10
- (591174) 2013 DZ11
- (591175) 2013 DK13
- (591176) 2013 DW13
- (591177) 2013 DC18
- (591178) 2013 EW1
- (591179) 2013 EU9
- (591180) 2013 EA12
- (591181) 2013 EE12
- (591182) 2013 EQ13
- (591183) 2013 ET13
- (591184) 2013 EG17
- (591185) 2013 EZ18
- (591186) 2013 EQ19
- (591187) 2013 EK22
- (591188) 2013 EJ23
- (591189) 2013 ET25
- (591190) 2013 EZ26
- (591191) 2013 EV29
- (591192) 2013 ED30
- (591193) 2013 EJ31
- (591194) 2013 EK33
- (591195) 2013 EO33
- (591196) 2013 EV38
- (591197) 2013 EU41
- (591198) 2013 EN43
- (591199) 2013 EN45
- (591200) 2013 ET47
- (591201) 2013 ED48
- (591202) 2013 EP49
- (591203) 2013 EH56
- (591204) 2013 EW64
- (591205) 2013 EQ69
- (591206) 2013 EJ70
- (591207) 2013 ET71
- (591208) 2013 EL73
- (591209) 2013 EF76
- (591210) 2013 EK81
- (591211) 2013 EV84
- (591212) 2013 EZ84
- (591213) 2013 EN87
- (591214) 2013 EF89
- (591215) 2013 EX90
- (591216) 2013 EL94
- (591217) 2013 EV95
- (591218) 2013 EW103
- (591219) 2013 EG105
- (591220) 2013 EV105
- (591221) 2013 ER112
- (591222) 2013 EY115
- (591223) 2013 ER124
- (591224) 2013 EW125
- (591225) 2013 EK126
- (591226) 2013 EO127
- (591227) 2013 EZ128
- (591228) 2013 ED129
- (591229) 2013 EZ136
- (591230) 2013 EV139
- (591231) 2013 ED140
- (591232) 2013 EA149
- (591233) 2013 EN152
- (591234) 2013 ED159
- (591235) 2013 ES159
- (591236) 2013 EC163
- (591237) 2013 EL163
- (591238) 2013 EU163
- (591239) 2013 EL165
- (591240) 2013 EZ167
- (591241) 2013 ES169
- (591242) 2013 EL170
- (591243) 2013 EZ170
- (591244) 2013 EV171
- (591245) 2013 FS4
- (591246) 2013 FR5
- (591247) 2013 FD6
- (591248) 2013 FO7
- (591249) 2013 FQ9
- (591250) 2013 FS11
- (591251) 2013 FK12
- (591252) 2013 FX17
- (591253) 2013 FU20
- (591254) 2013 FH21
- (591255) 2013 FZ22
- (591256) 2013 FL23
- (591257) 2013 FZ23
- (591258) 2013 FG24
- (591259) 2013 FZ24
- (591260) 2013 FH26
- (591261) 2013 FG30
- (591262) 2013 GG4
- (591263) 2013 GU10
- (591264) 2013 GD11
- (591265) 2013 GE13
- (591266) 2013 GP13
- (591267) 2013 GR13
- (591268) 2013 GZ17
- (591269) 2013 GL24
- (591270) 2013 GZ26
- (591271) 2013 GM31
- (591272) 2013 GY32
- (591273) 2013 GV33
- (591274) 2013 GP36
- (591275) 2013 GB38
- (591276) 2013 GN48
- (591277) 2013 GX50
- (591278) 2013 GN55
- (591279) 2013 GO55
- (591280) 2013 GP55
- (591281) 2013 GC56
- (591282) 2013 GG57
- (591283) 2013 GJ63
- (591284) 2013 GQ64
- (591285) 2013 GV65
- (591286) 2013 GS69
- (591287) 2013 GL72
- (591288) 2013 GU75
- (591289) 2013 GO78
- (591290) 2013 GE83
- (591291) 2013 GZ84
- (591292) 2013 GV86
- (591293) 2013 GO95
- (591294) 2013 GF97
- (591295) 2013 GN98
- (591296) 2013 GH105
- (591297) 2013 GY106
- (591298) 2013 GK108
- (591299) 2013 GY109
- (591300) 2013 GC110
- (591301) 2013 GB117
- (591302) 2013 GE121
- (591303) 2013 GL129
- (591304) 2013 GC130
- (591305) 2013 GC133
- (591306) 2013 GU133
- (591307) 2013 GC135
- (591308) 2013 GD141
- (591309) 2013 GF142
- (591310) 2013 GF143
- (591311) 2013 GG143
- (591312) 2013 GP145
- (591313) 2013 GC151
- (591314) 2013 GK151
- (591315) 2013 HF1
- (591316) 2013 HD4
- (591317) 2013 HM12
- (591318) 2013 HS13
- (591319) 2013 HR16
- (591320) 2013 HX17
- (591321) 2013 HT33
- (591322) 2013 HY33
- (591323) 2013 HS37
- (591324) 2013 HR42
- (591325) 2013 HB55
- (591326) 2013 HR55
- (591327) 2013 HH56
- (591328) 2013 HT56
- (591329) 2013 HH67
- (591330) 2013 HH74
- (591331) 2013 HE76
- (591332) 2013 HL82
- (591333) 2013 HT85
- (591334) 2013 HH88
- (591335) 2013 HJ103
- (591336) 2013 HY105
- (591337) 2013 HR108
- (591338) 2013 HV108
- (591339) 2013 HX108
- (591340) 2013 HH115
- (591341) 2013 HH127
- (591342) 2013 HL128
- (591343) 2013 HR137
- (591344) 2013 HA140
- (591345) 2013 HF146
- (591346) 2013 JM3
- (591347) 2013 JC7
- (591348) 2013 JQ9
- (591349) 2013 JQ18
- (591350) 2013 JG28
- (591351) 2013 JH39
- (591352) 2013 JH48
- (591353) 2013 JD52
- (591354) 2013 JF52
- (591355) 2013 JA53
- (591356) 2013 JQ53
- (591357) 2013 JB55
- (591358) 2013 JY65
- (591359) 2013 JU69
- (591360) 2013 JW75
- (591361) 2013 KS2
- (591362) 2013 KD19
- (591363) 2013 LB13
- (591364) 2013 LA35
- (591365) 2013 LP40
- (591366) 2013 LA41
- (591367) 2013 MO2
- (591368) 2013 MW7
- (591369) 2013 MW13
- (591370) 2013 ME14
- (591371) 2013 MF15
- (591372) 2013 NH5
- (591373) 2013 NM9
- (591374) 2013 ND17
- (591375) 2013 NB22
- (591376) 2013 NL24
- (591377) 2013 NY30
- (591378) 2013 NG33
- (591379) 2013 NC41
- (591380) 2013 NA49
- (591381) 2013 OB
- (591382) 2013 PQ6
- (591383) 2013 PN13
- (591384) 2013 PK29
- (591385) 2013 PJ30
- (591386) 2013 PG31
- (591387) 2013 PC32
- (591388) 2013 PM42
- (591389) 2013 PF59
- (591390) 2013 PK63
- (591391) 2013 PC81
- (591392) 2013 PE84
- (591393) 2013 PP84
- (591394) 2013 PE98
- (591395) 2013 PY102
- (591396) 2013 PR103
- (591397) 2013 PE111
- (591398) 2013 PG115
- (591399) 2013 QV3
- (591400) 2013 QF6
- (591401) 2013 QA22
- (591402) 2013 QF23
- (591403) 2013 QV27
- (591404) 2013 QY32
- (591405) 2013 QZ34
- (591406) 2013 QD35
- (591407) 2013 QX36
- (591408) 2013 QK60
- (591409) 2013 QO64
- (591410) 2013 QN72
- (591411) 2013 QV75
- (591412) 2013 QP76
- (591413) 2013 QP82
- (591414) 2013 QW84
- (591415) 2013 QT92
- (591416) 2013 QR94
- (591417) 2013 QK96
- (591418) 2013 QS97
- (591419) 2013 QJ98
- (591420) 2013 RA8
- (591421) 2013 RU8
- (591422) 2013 RR12
- (591423) 2013 RW14
- (591424) 2013 RQ16
- (591425) 2013 RK19
- (591426) Adalawson
- (591427) 2013 RM24
- (591428) 2013 RZ28
- (591429) 2013 RL33
- (591430) 2013 RW34
- (591431) 2013 RP44
- (591432) 2013 RV62
- (591433) 2013 RT72
- (591434) 2013 RY98
- (591435) 2013 RX100
- (591436) 2013 RQ108
- (591437) 2013 RN110
- (591438) 2013 RT113
- (591439) 2013 RK143
- (591440) 2013 SK
- (591441) 2013 SW1
- (591442) 2013 SU5
- (591443) 2013 SK25
- (591444) 2013 SA53
- (591445) 2013 SO53
- (591446) 2013 SZ53
- (591447) 2013 SQ55
- (591448) 2013 SV62
- (591449) 2013 SU66
- (591450) 2013 SP70
- (591451) 2013 SS72
- (591452) 2013 SL75
- (591453) 2013 SM76
- (591454) 2013 SJ94
- (591455) 2013 SY97
- (591456) 2013 SE98
- (591457) 2013 TK12
- (591458) 2013 TR21
- (591459) 2013 TM34
- (591460) 2013 TR34
- (591461) 2013 TO54
- (591462) 2013 TR63
- (591463) 2013 TD65
- (591464) 2013 TG75
- (591465) 2013 TG76
- (591466) 2013 TG81
- (591467) 2013 TL82
- (591468) 2013 TB83
- (591469) 2013 TG106
- (591470) 2013 TU116
- (591471) 2013 TX132
- (591472) 2013 TR155
- (591473) 2013 TQ159
- (591474) 2013 TT164
- (591475) 2013 TF165
- (591476) 2013 TN166
- (591477) 2013 TJ168
- (591478) 2013 TW170
- (591479) 2013 TB171
- (591480) 2013 TN171
- (591481) 2013 TT171
- (591482) 2013 TR172
- (591483) 2013 TO173
- (591484) 2013 TM175
- (591485) 2013 TP176
- (591486) 2013 TA188
- (591487) 2013 TH201
- (591488) 2013 UD3
- (591489) 2013 UE10
- (591490) 2013 UT13
- (591491) 2013 UZ18
- (591492) 2013 UC19
- (591493) 2013 UF19
- (591494) 2013 UZ21
- (591495) 2013 UF22
- (591496) 2013 UP23
- (591497) 2013 UU24
- (591498) 2013 UF33
- (591499) 2013 UA34
- (591500) 2013 UP39
- (591501) 2013 UR39
- (591502) 2013 UF42
- (591503) 2013 VP9
- (591504) 2013 VQ9
- (591505) 2013 VZ14
- (591506) 2013 VE21
- (591507) 2013 VQ28
- (591508) 2013 VB29
- (591509) 2013 VZ30
- (591510) 2013 VN32
- (591511) 2013 VU32
- (591512) 2013 VP33
- (591513) 2013 VF34
- (591514) 2013 VO42
- (591515) 2013 VE43
- (591516) 2013 VV43
- (591517) 2013 VC50
- (591518) 2013 VQ53
- (591519) 2013 VA58
- (591520) 2013 VV61
- (591521) 2013 WT1
- (591522) 2013 WT4
- (591523) 2013 WD12
- (591524) 2013 WY23
- (591525) 2013 WX27
- (591526) 2013 WN29
- (591527) 2013 WK37
- (591528) 2013 WJ38
- (591529) 2013 WU41
- (591530) 2013 WP42
- (591531) 2013 WD46
- (591532) 2013 WG57
- (591533) 2013 WS62
- (591534) 2013 WU65
- (591535) 2013 WD67
- (591536) 2013 WL67
- (591537) 2013 WD71
- (591538) 2013 WJ73
- (591539) 2013 WJ74
- (591540) 2013 WY77
- (591541) 2013 WU84
- (591542) 2013 WV84
- (591543) 2013 WE86
- (591544) 2013 WR87
- (591545) 2013 WW94
- (591546) 2013 WZ96
- (591547) 2013 WB102
- (591548) 2013 WL103
- (591549) 2013 WB105
- (591550) 2013 WH105
- (591551) 2013 WO109
- (591552) 2013 WH114
- (591553) 2013 WK114
- (591554) 2013 WM114
- (591555) 2013 WJ115
- (591556) 2013 WV117
- (591557) 2013 WT118
- (591558) 2013 WZ121
- (591559) 2013 WW129
- (591560) 2013 XQ
- (591561) 2013 XN1
- (591562) 2013 XT2
- (591563) 2013 XH11
- (591564) 2013 XM11
- (591565) 2013 XJ19
- (591566) 2013 XX24
- (591567) 2013 XC27
- (591568) 2013 XJ28
- (591569) 2013 XQ28
- (591570) 2013 XV28
- (591571) 2013 XJ32
- (591572) 2013 YJ3
- (591573) 2013 YT5
- (591574) 2013 YY5
- (591575) 2013 YV9
- (591576) 2013 YK10
- (591577) 2013 YL14
- (591578) 2013 YN15
- (591579) 2013 YP16
- (591580) 2013 YY16
- (591581) 2013 YS17
- (591582) 2013 YY18
- (591583) 2013 YZ18
- (591584) 2013 YB26
- (591585) 2013 YW28
- (591586) 2013 YH29
- (591587) 2013 YB31
- (591588) 2013 YD32
- (591589) 2013 YY40
- (591590) 2013 YJ42
- (591591) 2013 YN44
- (591592) Carlanderson
- (591593) 2013 YU45
- (591594) 2013 YY48
- (591595) 2013 YH50
- (591596) 2013 YT51
- (591597) 2013 YD54
- (591598) 2013 YV54
- (591599) 2013 YV59
- (591600) 2013 YC65
- (591601) 2013 YF65
- (591602) 2013 YS65
- (591603) 2013 YN68
- (591604) 2013 YW71
- (591605) 2013 YH73
- (591606) 2013 YN77
- (591607) 2013 YE78
- (591608) 2013 YT80
- (591609) 2013 YC81
- (591610) 2013 YT81
- (591611) 2013 YF89
- (591612) 2013 YP91
- (591613) 2013 YO95
- (591614) 2013 YP97
- (591615) 2013 YA98
- (591616) 2013 YK98
- (591617) 2013 YK101
- (591618) 2013 YS104
- (591619) 2013 YZ105
- (591620) 2013 YF106
- (591621) 2013 YO111
- (591622) 2013 YG112
- (591623) 2013 YK114
- (591624) 2013 YT114
- (591625) 2013 YF116
- (591626) 2013 YH118
- (591627) 2013 YK120
- (591628) 2013 YM120
- (591629) 2013 YG122
- (591630) 2013 YF124
- (591631) 2013 YL125
- (591632) 2013 YS127
- (591633) 2013 YV130
- (591634) 2013 YG132
- (591635) 2013 YJ135
- (591636) 2013 YV142
- (591637) 2013 YB144
- (591638) 2013 YS147
- (591639) 2013 YO148
- (591640) 2013 YB150
- (591641) 2013 YC150
- (591642) 2014 AE1
- (591643) 2014 AD3
- (591644) 2014 AJ4
- (591645) 2014 AM5
- (591646) 2014 AY8
- (591647) 2014 AT12
- (591648) 2014 AH20
- (591649) 2014 AX21
- (591650) 2014 AK24
- (591651) 2014 AN25
- (591652) 2014 AH26
- (591653) 2014 AG38
- (591654) 2014 AN39
- (591655) 2014 AM48
- (591656) 2014 AE57
- (591657) 2014 AU58
- (591658) 2014 AC59
- (591659) 2014 AZ59
- (591660) 2014 AC62
- (591661) 2014 BJ1
- (591662) 2014 BU1
- (591663) 2014 BJ2
- (591664) 2014 BR5
- (591665) 2014 BW12
- (591666) 2014 BF15
- (591667) 2014 BG18
- (591668) 2014 BA22
- (591669) 2014 BQ25
- (591670) 2014 BX26
- (591671) 2014 BW41
- (591672) 2014 BX42
- (591673) 2014 BO45
- (591674) 2014 BA47
- (591675) 2014 BT50
- (591676) 2014 BL53
- (591677) 2014 BV61
- (591678) 2014 BC64
- (591679) 2014 BQ64
- (591680) 2014 BW70
- (591681) 2014 BC77
- (591682) 2014 BW77
- (591683) 2014 BC78
- (591684) 2014 BS80
- (591685) 2014 CA2
- (591686) 2014 CL4
- (591687) 2014 CP4
- (591688) 2014 CC7
- (591689) 2014 CQ7
- (591690) 2014 CU18
- (591691) 2014 CR22
- (591692) 2014 CS23
- (591693) 2014 CF28
- (591694) 2014 CC32
- (591695) 2014 DO1
- (591696) 2014 DU7
- (591697) 2014 DP9
- (591698) 2014 DU15
- (591699) 2014 DB17
- (591700) 2014 DZ18
- (591701) 2014 DS24
- (591702) 2014 DK28
- (591703) 2014 DZ31
- (591704) 2014 DM32
- (591705) 2014 DE34
- (591706) 2014 DT36
- (591707) 2014 DV39
- (591708) 2014 DQ41
- (591709) 2014 DE44
- (591710) 2014 DS44
- (591711) 2014 DS46
- (591712) 2014 DB49
- (591713) 2014 DM49
- (591714) 2014 DM53
- (591715) 2014 DT55
- (591716) 2014 DF56
- (591717) 2014 DQ56
- (591718) 2014 DU56
- (591719) 2014 DZ58
- (591720) 2014 DB59
- (591721) 2014 DO62
- (591722) 2014 DP63
- (591723) 2014 DN64
- (591724) 2014 DJ65
- (591725) 2014 DA66
- (591726) 2014 DR66
- (591727) 2014 DF78
- (591728) 2014 DD86
- (591729) 2014 DN99
- (591730) 2014 DU102
- (591731) 2014 DE107
- (591732) 2014 DN117
- (591733) 2014 DY121
- (591734) 2014 DD122
- (591735) 2014 DB124
- (591736) 2014 DJ124
- (591737) 2014 DH127
- (591738) 2014 DE130
- (591739) 2014 DE137
- (591740) 2014 DO139
- (591741) 2014 DK140
- (591742) 2014 DC141
- (591743) 2014 DQ146
- (591744) 2014 DM148
- (591745) 2014 DV150
- (591746) 2014 DG151
- (591747) 2014 DK152
- (591748) 2014 DQ153
- (591749) 2014 DB158
- (591750) 2014 DQ159
- (591751) 2014 DW171
- (591752) 2014 DZ172
- (591753) 2014 DA173
- (591754) 2014 DM174
- (591755) 2014 DQ176
- (591756) 2014 DU178
- (591757) 2014 DY178
- (591758) 2014 DS183
- (591759) 2014 EO3
- (591760) 2014 EX3
- (591761) 2014 EZ8
- (591762) 2014 EG12
- (591763) Orishut'
- (591764) 2014 EW15
- (591765) 2014 EF19
- (591766) 2014 EE20
- (591767) 2014 EO20
- (591768) 2014 EB26
- (591769) 2014 EC26
- (591770) 2014 EK27
- (591771) 2014 EA29
- (591772) 2014 EQ35
- (591773) 2014 EP40
- (591774) 2014 EX42
- (591775) 2014 EC43
- (591776) 2014 EG44
- (591777) 2014 EG47
- (591778) 2014 ER50
- (591779) 2014 EM54
- (591780) 2014 EV54
- (591781) 2014 EQ57
- (591782) 2014 EJ58
- (591783) 2014 EJ60
- (591784) 2014 EK60
- (591785) 2014 EP76
- (591786) 2014 ED78
- (591787) 2014 EY80
- (591788) 2014 EZ84
- (591789) 2014 EM90
- (591790) 2014 EN93
- (591791) 2014 EC96
- (591792) 2014 EL97
- (591793) 2014 ES97
- (591794) 2014 EV97
- (591795) 2014 EG109
- (591796) 2014 EH113
- (591797) 2014 ES123
- (591798) 2014 EU127
- (591799) 2014 EV131
- (591800) 2014 ES137
- (591801) 2014 EO138
- (591802) 2014 ED146
- (591803) 2014 EA151
- (591804) 2014 EG152
- (591805) 2014 EX160
- (591806) 2014 EG180
- (591807) 2014 ET195
- (591808) Dienesvaléria
- (591809) 2014 EV203
- (591810) 2014 ED206
- (591811) 2014 EU208
- (591812) 2014 EM210
- (591813) 2014 EE211
- (591814) 2014 EH212
- (591815) 2014 EG214
- (591816) 2014 EV214
- (591817) 2014 ER215
- (591818) 2014 EA220
- (591819) 2014 EH228
- (591820) 2014 EM245
- (591821) 2014 EA249
- (591822) 2014 EH250
- (591823) 2014 EL251
- (591824) 2014 ET253
- (591825) 2014 ES254
- (591826) 2014 FV1
- (591827) 2014 FM5
- (591828) 2014 FO5
- (591829) 2014 FS8
- (591830) 2014 FM13
- (591831) 2014 FU13
- (591832) 2014 FN18
- (591833) 2014 FK21
- (591834) 2014 FL24
- (591835) 2014 FF28
- (591836) 2014 FD29
- (591837) 2014 FT29
- (591838) 2014 FK30
- (591839) 2014 FZ39
- (591840) 2014 FH41
- (591841) 2014 FS42
- (591842) 2014 FD44
- (591843) 2014 FF44
- (591844) 2014 FZ45
- (591845) 2014 FS47
- (591846) 2014 FZ74
- (591847) 2014 FZ76
- (591848) 2014 FN83
- (591849) 2014 GP
- (591850) 2014 GT
- (591851) 2014 GX2
- (591852) 2014 GT3
- (591853) 2014 GR8
- (591854) 2014 GF9
- (591855) 2014 GM9
- (591856) 2014 GW9
- (591857) 2014 GA10
- (591858) 2014 GT12
- (591859) 2014 GE14
- (591860) 2014 GM14
- (591861) Sergeyyazev
- (591862) 2014 GL19
- (591863) 2014 GM22
- (591864) 2014 GM23
- (591865) 2014 GF25
- (591866) 2014 GH29
- (591867) 2014 GK29
- (591868) 2014 GZ29
- (591869) 2014 GZ30
- (591870) 2014 GH32
- (591871) 2014 GO33
- (591872) 2014 GV35
- (591873) 2014 GF38
- (591874) 2014 GM39
- (591875) 2014 GJ44
- (591876) 2014 GS46
- (591877) 2014 GC47
- (591878) 2014 GN54
- (591879) 2014 GL56
- (591880) 2014 GX57
- (591881) 2014 GC61
- (591882) 2014 GG64
- (591883) 2014 GO64
- (591884) 2014 GA65
- (591885) 2014 GL65
- (591886) 2014 GY69
- (591887) 2014 GU74
- (591888) 2014 GA75
- (591889) 2014 GE75
- (591890) 2014 GG75
- (591891) 2014 GN75
- (591892) 2014 GD77
- (591893) 2014 GV78
- (591894) 2014 GP80
- (591895) 2014 HO11
- (591896) 2014 HJ13
- (591897) 2014 HV15
- (591898) 2014 HX17
- (591899) 2014 HP19
- (591900) 2014 HG35
- (591901) 2014 HK39
- (591902) 2014 HY39
- (591903) 2014 HT40
- (591904) 2014 HG42
- (591905) 2014 HO42
- (591906) 2014 HD49
- (591907) 2014 HJ49
- (591908) 2014 HS49
- (591909) 2014 HT49
- (591910) 2014 HN53
- (591911) 2014 HR64
- (591912) 2014 HS71
- (591913) 2014 HY80
- (591914) 2014 HD88
- (591915) 2014 HH95
- (591916) 2014 HS96
- (591917) 2014 HD100
- (591918) 2014 HD104
- (591919) 2014 HJ121
- (591920) 2014 HX124
- (591921) 2014 HD128
- (591922) 2014 HK135
- (591923) 2014 HU137
- (591924) 2014 HB138
- (591925) 2014 HF138
- (591926) 2014 HV139
- (591927) 2014 HZ149
- (591928) 2014 HV151
- (591929) 2014 HU152
- (591930) 2014 HW157
- (591931) 2014 HO161
- (591932) 2014 HZ162
- (591933) 2014 HH163
- (591934) 2014 HL163
- (591935) 2014 HO165
- (591936) 2014 HH167
- (591937) 2014 HQ170
- (591938) 2014 HP173
- (591939) 2014 HB180
- (591940) 2014 HO182
- (591941) 2014 HH185
- (591942) 2014 HW189
- (591943) 2014 HF191
- (591944) 2014 HE202
- (591945) 2014 HN220
- (591946) 2014 HL222
- (591947) 2014 HL223
- (591948) 2014 HJ226
- (591949) 2014 JJ9
- (591950) 2014 JW11
- (591951) 2014 JY11
- (591952) 2014 JR17
- (591953) 2014 JS19
- (591954) 2014 JP20
- (591955) 2014 JZ29
- (591956) 2014 JB32
- (591957) 2014 JY32
- (591958) 2014 JE36
- (591959) 2014 JC38
- (591960) 2014 JF41
- (591961) 2014 JD45
- (591962) 2014 JV47
- (591963) 2014 JS48
- (591964) Jakucs
- (591965) 2014 JV49
- (591966) 2014 JQ50
- (591967) 2014 JL82
- (591968) 2014 JW92
- (591969) 2014 JX92
- (591970) 2014 JX99
- (591971) 2014 JD100
- (591972) 2014 JB104
- (591973) 2014 JB106
- (591974) 2014 JQ108
- (591975) 2014 JM123
- (591976) 2014 JN123
- (591977) 2014 KY2
- (591978) 2014 KX5
- (591979) 2014 KZ5
- (591980) 2014 KH6
- (591981) 2014 KN9
- (591982) 2014 KT14
- (591983) 2014 KY18
- (591984) 2014 KX22
- (591985) 2014 KH33
- (591986) 2014 KR39
- (591987) 2014 KY41
- (591988) 2014 KA42
- (591989) 2014 KE42
- (591990) 2014 KP47
- (591991) 2014 KQ48
- (591992) 2014 KU48
- (591993) 2014 KH50
- (591994) 2014 KY50
- (591995) 2014 KL60
- (591996) 2014 KL63
- (591997) 2014 KW63
- (591998) 2014 KQ66
- (591999) 2014 KQ69
- (592000) 2014 KX69